# Chélieu
Chélieu là một xã thuộc tỉnh Isère, vùng Rhône-Alpes đông nam nước Pháp. Xã này nằm ở khu vực có độ cao từ 374-607 mét trên mực nước biển.
Sông Bourbre chảy theo hướng đông bắc qua phía đông xã và tạo thành ranh giới đông bắc.